# 한기춘
한기춘(韓基春, 1929년 12월 11일~2011년 5월 5일)은 대한민국의 경제학자이다. 제10대 국회의원과 국가보위입법회의 의원을 지냈다.

## 약력
- 연세대학교 정치외교학과 졸업
- 미국 보스턴 대학교 경제학과 석사, 박사
- 연세대학교 상경대 교수
- 한국중소기업회 부회장, 고문
- 한국은행 고문
- 금융통화운영위원회 위원
- 1978년 ~ 1980년 : 제10대 국회의원 (유신정우회)
- 1980년 : 국가보위입법회의 입법의원
- 1982년 ~ 1995년 : 한국외국어대학교 상경대 교수

## 역대 선거 결과
| 실시년도 | 선거 | 대수 | 직책     | 선거구           | 정당       | 득표수 | 득표율      | 순위 | 당락 | 비고 |
| -------- | ---- | ---- | -------- | ---------------- | ---------- | ------ | ----------- | ---- | ---- | ---- |
| 1978년   | 총선 | 10대 | 국회의원 | 통일주체국민회의 | 유신정우회 |        | \| \| 0% \| | 지명 |      | 초선 |
|          | 0%   |      |          |                  |            |        |             |      |      |      |